# Oxyopes forcipiformis
Oxyopes forcipiformis là một loài nhện trong họ Oxyopidae.
Loài này thuộc chi Oxyopes. Oxyopes forcipiformis được miêu tả năm 1996 bởi Xie & Joo-Pil Kim.